# Тук-тук (Доктор Кто)
«Тук-тук» (англ. Knock Knock) — четвёртая серия десятого сезона британского научно-фантастического телесериала «Доктор Кто». Премьера серии состоялась 6 мая 2017 года на канале BBC One.

## Синопсис
Билл вместе со своими друзьями решают съехаться и находят для этого отличный дом. Ну и что с того, что его аренда стоит невероятно дёшево, а хозяин немного жутковат? Дует ветер, скрипят половицы, и Доктору кажется, что происходит что-то неладное. Что скрывается в странной башне в сердце дома и почему туда никак нельзя попасть?

## Сюжет
Билл и пятеро студентов (Ширен, Павел, Гарри, Фелисити и Пол) находятся в поиске совместного жилья. Им удаётся найти вместительный особняк по очень низкой цене у одного пожилого домовладельца. Билл просит Доктора помочь ей с переездом. Повелителя Времени, который завоёвывает расположение друзей Билл, к ужасу самой девушки, беспокоят многочисленные шумы в доме, в том числе постукивания.

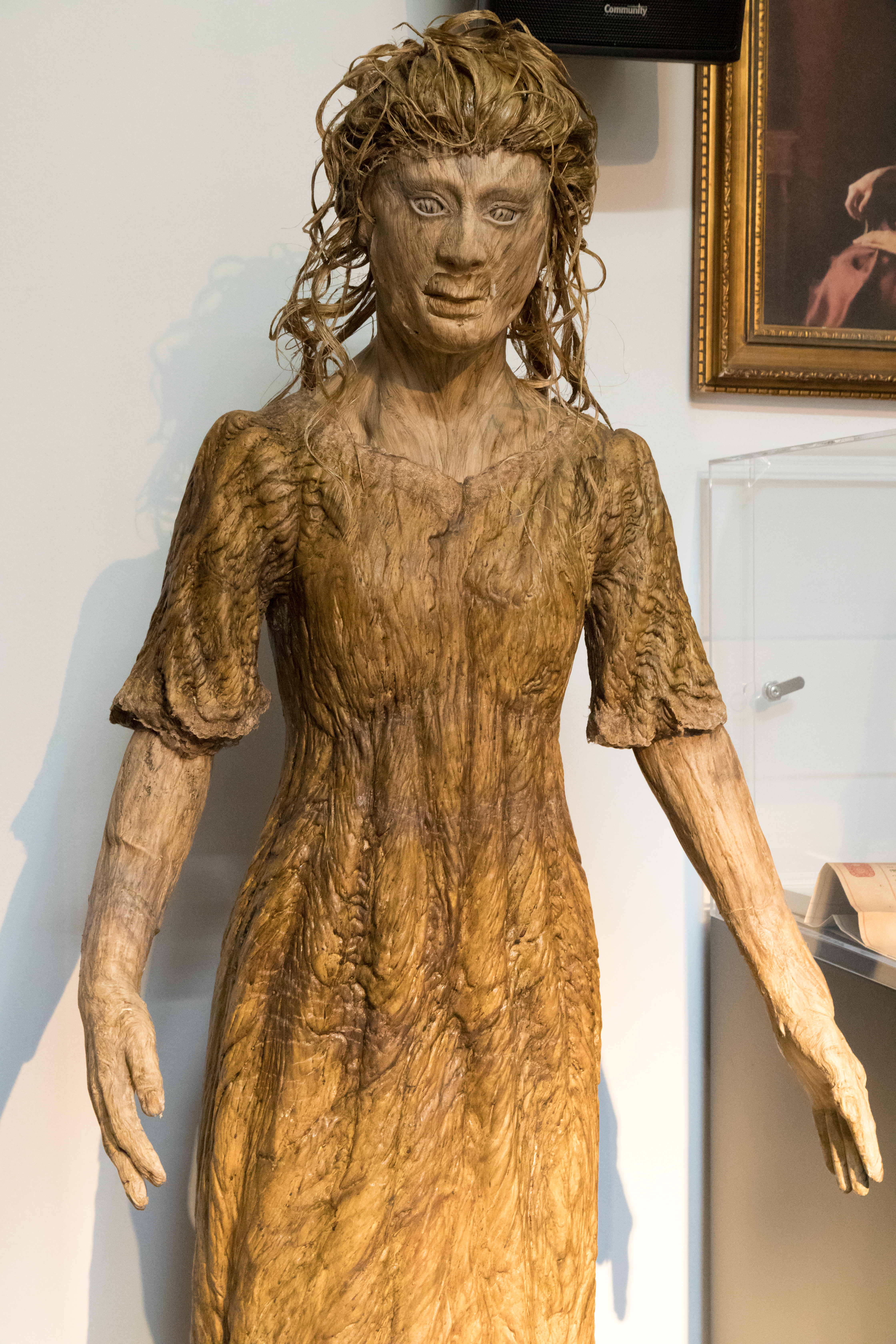
Элиза на выставке Doctor Who Experience

С наступлением ночи стук усиливается, а товарищи Билл начинают пропадать. Все выходы из дома плотно запечатаны, не позволяя никому уйти, и обитатели оказываются разделены друг с другом. Билл и Ширен находят Павла, наполовину застрявшего в стене, когда появляется хозяин дома, который, ударив по камертону, заставляет Павла полностью исчезнуть. Доктор обнаруживает, что деревянные части строения кишат насекомоподобными созданиями, которых он зовёт дриадами. Вместе с Гарри они вскоре находят доказательства того, что каждые двадцать лет в дом приводили новых студентов в качестве пищи для дриад. Домовладелец признаёт, что ему необходима помощь этих существ, чтобы поддерживать здоровье его дочери, Элизы.
Доктор и Билл встречаются в башне, где проживает полностью одеревеневшая Элиза. Доктор приходит к выводу, что хозяин дома на самом деле сын Элизы, о чём та давно забыла. В детстве он находил в саду и приносил своей неизлечимо больной матери дремлющих дриад, не подозревая об их способностях. Услышав высокочастотные звуки, издаваемые музыкальной шкатулкой, они пробудились и стали обращать женщину в дерево с целью предотвратить болезнь. С тех пор домовладелец управлял дриадами, чтобы поддерживать состояние матери, время от времени приглашая в дом новых жильцов, которые становились источником питания для созданий. Элиза приходит в ужас, узнав, что она так долго просуществовала, не живя настоящей жизнью за пределами дома. Будучи способной контролировать дриад, Элиза приказывает существам поглотить её вместе с домовладельцем, несмотря на его возражения, а также вернуть всех друзей Билл обратно. Компании удаётся покинуть дом прежде, чем тот рухнет сам по себе.
После возвращения в университет Доктор предлагает Нардолу сменить его на дежурстве в Хранилище. Под доносящиеся изнутри звуки фортепиано Повелитель Времени отворяет вход, чтобы проверить находящегося там заключённого.

## Внешние отсылки
В открывающей сцене серии играет музыкальная композиция «Weird People» группы Little Mix. Позже в эпизоде звучит другая песня той же группы, «Black Magic». Помимо этого на протяжении серии можно услышать такие классические произведения, как соната для скрипки соло № 1 соль минор Баха и «К Элизе» Бетховена, а также английскую народную песню «Pop Goes the Weasel».

## Производство
Вместе с эпизодом «Тонкий лёд» серия вошла во второй съёмочный блок. Читка сценария состоялась 18 июля 2016 года. Съёмки проходили в августе 2016 года. Рабочим названием эпизода было «Дом призраков». Особняком, который арендует Билл с друзьями, послужил Филдс Хауз в Ньюпорте, ранее использовавшийся для съёмок серий «Не моргай» и «Снеговики».
По задумке сценариста Майка Бартлетта один из друзей Билл, Гарри, является внуком спутника Четвёртого Доктора, Гарри Салливана. В первоначальной версии сценария к этому была сделана отсылка, однако в итоге было решено её вырезать, поскольку Бартлетт посчитал, что зрители могут не вспомнить компаньона, путешествовавшего с Доктором 40 лет назад.